# Rosier Alexandre
Rosier Alexandre Saraiva Filho (Monsenhor Tabosa, 26 de novembro de 1968) é consultor organizacional e palestrante brasileiro, que se dedica ao alpinismo como hobby, é administrador de empresas, palestrante, escritor e colunista da Tribuna Band News FM 101.7

## Biografia
Descendente de uma família de agricultores, nasceu na zona rural do Ceará, num pequeno casebre de taipa, em meio à caatinga sertaneja. Antes de concluir a faculdade e trabalhar com consultoria, trabalhou como agricultor até os 15 anos, foi engraxate e vendedor de frutas.

## Trajetória esportiva
Tornou-se o primeiro alpinista das regiões norte e nordeste do Brasil a escalar o Aconcágua (6.962m), a maior montanha da terra fora da Ásia. Escalou a maior montanha dos sete continentes, o maior vulcão da terra e diversas outras montanhas na Cordilheira dos Andes.
Foi sequestrado por tribos selvagens na Papua-Nova Guiné, conviveu com a morte de amigos nas montanhas, ajudou em resgates e sobreviveu as duas maiores tragédias da história do Everest.
Foi o 15º brasileiro e o primeiro nordestino a chegar ao cume do Everest. Foi o 11º sul-americano, o 5º brasileiro e o 1º nordestino a escalar a maior montanha de cada continente. Foi o 1º brasileiro a escalar o Carstensz (4.884m), a maior montanha da Oceania, sem auxílio de helicóptero. Foi o primeiro alpinista do norte/nordeste a escalar o Aconcágua (6.962m), a maior montanha da terra fora da Ásia. Foi o primeiro alpinista do norte/nordeste a escalar o Ojos del Salado (6.893m), o maior vulcão da terra.
Rosier Alexandre passou pelas duas maiores tragédias da história do Everest. Em 2014, durante sua expedição ocorreu uma avalanche que matou 16 Xerpas, incluindo três da sua equipe, o governo do Nepal cancelou todas as expedições e com isso Rosier adiou a conclusão do Projeto Sete Cumes. Em 2015 Rosier retornou ao Everest e, durante sua expedição, ocorreu um terremoto de 7,8 graus na escala Richter no Nepal deixando quase nove mil mortos e provocando uma série de avalanches, uma delas ocorreu no campo base do Everest e deixou 19 mortos incluindo a médica da expedição do Cearense. Rosier ficou por três dias preso na montanha, a 6.500m de altitude, no segundo acampamento avançado. Foi resgatado de helicóptero na maior operação de resgate já realizada em alta montanha e mais uma vez Rosier teve de adiar a conclusão do seu projeto.
Em 2016 Rosier retornou ao Everest para uma terceira expedição e, no dia 21 de maio de 2016, após 36 dias de escalada Rosier chegou ao cume do Everest e concluiu seu projeto.
Neste mesmo período oito pessoas morreram tentando escalar o mesmo monte.
Atualmente divide o seu tempo entre a família, palestras e a direção da TBC CONSULTORIA.

### Escaladas
Rosier Alexandre foi o primeiro nordestino e o quinto brasileiro a escalar a maior montanha de cada continente.
1. Ásia – Monte Everest (8.848m) em maio de 2016
2. América do Sul - Aconcágua (6.962m) em Jan/2006
3. América do Norte – Monte Denali (6.194m) em jun/2012
4. África – Kilimanjaro (5.895m) em fev/2011
5. Europa – Monte Elbrus (5.642m) em ago/2011
6. Oceania – Pirâmide Carstensz (4.884m) em fev/2012
7. Antártida – Maciço Vinson (4.897m) em jan/2013

## Obras
- Sentinela de Pedra - a saga do primeiro alpinista do N/NE a escalar o Aconcágua (ISBN 978-85-7915-206-1), 2014.

- 7 CUMES - uma viagem pelo mundo escalando a maior montanha de cada continente (ISBN 978-85-7915-249-8) 2017.